# Nørre Aaby Sogn
Nørre Aaby Sogn ist eine Kirchspielsgemeinde (dän.: Sogn) im südlichen Dänemark. Bis 1970 gehörte sie zur Harde Vends Herred im damaligen Odense Amt, danach zur Nørre Aaby Kommune im
Fyns Amt, die im Zuge der  Kommunalreform zum 1. Januar 2007 in der
Middelfart Kommune in der Region Syddanmark aufgegangen ist.
Im Kirchspiel leben 3395 Einwohner, davon 3224 im Kirchdorf (Stand:1. Januar 2023). Im Kirchspiel liegt die Kirche „Nørre Aaby Kirke“.
Nachbargemeinden sind im Norden Asperup Sogn, im Osten Indslev Sogn, im Südosten Balslev Sogn, im Südwesten Udby Sogn und im Nordwesten Roerslev Sogn.